# لجنة الجزاءات 2140 (اليمن)
لجنة الجزاءات 2140  ترصد لجنة مجلس الأمن المنشأة عملا بالقرار 2140 (2014) (فيما بعد “اللجنة”) تدابير الجزاءات التي فرضها مجلس الأمن. ومدت ولاية اللجنة في الفقرة 20 من القرار 2216 (2015).

## الأفراد
القائمة التي تتولى اللجنة المنشأة عملاً بالقرار 2140 (2014) تحديدها وتعهّدها:
1. عبد الخالق بدر الدين الحوثي، أدرج أسمه في 7 نوفمبر 2014.[3][4]
2. عبد الله يحيى الحكيم (أبو علي الحاكم)، أدرج أسمه في 7 نوفمبر 2014.[5][6]
3. علي عبد الله صالح، أدرج أسمه في 7 نوفمبر 2014.[7][8]
4. عبد الملك الحوثي. أدرج أسمه في 14 أبريل 2015.[9]
5. أحمد علي عبد الله صالح، أدرج أسمه في 14 أبريل 2015.[10]

## الجزاءات الحالية

### تجميد الأصول (حتى 26 فبراير 2017)

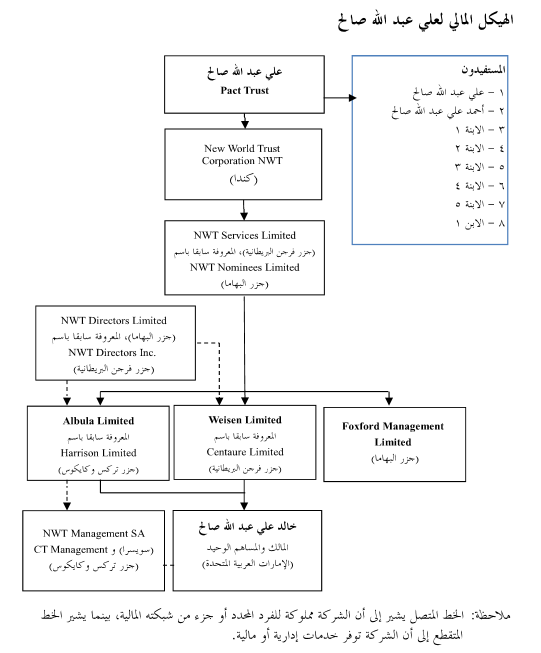
الهيكل المالي لعلي عبد الله صالح، المصدر: S/2016/73.

الالتزام بتجميد جميع الأموال والأصول المالية والموارد الاقتصادية الأخرى التي تملكها أو تتحكم فيها، بصورة مباشرة أو غير مباشرة، الجهات من الأفراد أو الكيانات التي تعين اللجنة أسماءها، أو الجهات من الأفراد أو الكيانات التي تعمل باسمها أو وفقا لتوجيهاتها، أو الكيانات التي تملكها أو تتحكم فيها؛ وعدم إتاحة أي أموال أو صول مالية أو موارد اقتصادية لهؤلاء الأفراد أو الكيانات أو لفائدتهم.

### حظر السفر (حتى 26 فبراير 2017)
منع دخول أراضي الدول من جانب الأفراد الذين تحددهم اللجنة أو عبورهم منها.

### حظر الأسلحة
يمنع التوريد المباشر أو غير المباشر أو بيع أو نقل الأسلحة والمواد ذات الصلة بجميع أنواعها. كما تمنع المساعدة التقنية والمالية وكذلك التدريب فيما يتعلق بالأنشطة العسكرية؛ أو تقديم أو صيانة أو استخدام أية أسلحة وعتاد ذي صلة، بما في ذلك أفراد المرتزقة المسلحة، أو لمصلحة الأفراد والكيانات التي تحددها اللجنة.

## وصلات خارجية
- تقرير أعضاء فريق الخبراء عملا بقرار مجلس الأمن 2140 وفقا للفقرة 21 (ج) من القرار 2140 (2014).  بي دي إف
- التقرير النهائي لفريق الخبراء المعني باليمن المنشأ عملا بقرار مجلس الأمن 2140 (2014).  بي دي إف